# Packer (Landwirtschaft)

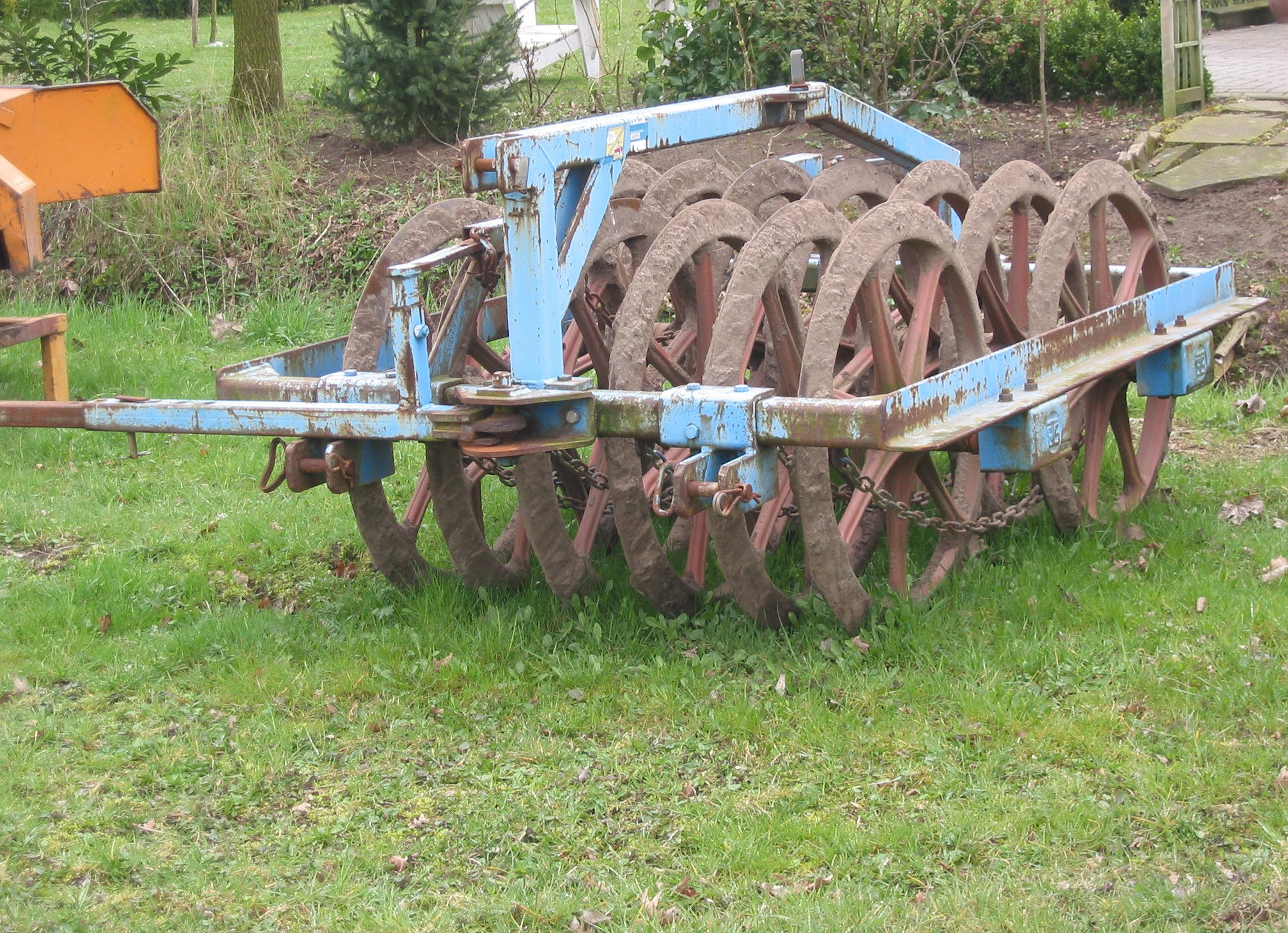
Ein gezogener Doppelringpacker

Ein Packer ist in der Landwirtschaft ein Nachlaufgerät, das in der wendenden Bodenbearbeitung hinter einem Pflug eingesetzt werden kann. Es wird beim Pflügen über das gerade gepflügte Land gezogen, damit der grobschollig gelockerte Boden feinerschollig und rückverdichtet wird, sodass ein für die Aussaat geeignetes Saatbett entsteht und die Bodengare (Durchlüftung und Belebung) und die Kapillarität des Bodens gefördert werden.

## Allgemeines
Packer bestehen meistens aus schmalen Metallringen mit einem Durchmesser von 60 bis 100 Zentimetern, die drehbar auf einer Querwelle gelagert sind. Durch ihr hohes Gewicht von bis zu 600 kg/m Arbeitsbreite erzielen Packer eine tiefe Rückverfestigung des Bodens. 
Statt Metallringen können, für leichte Böden und geringere Arbeitstiefe, auch kleine Gummireifen Verwendung finden.
Standardmäßig wird beim Pflügen mit einem Drehpflug der Packer am Vorgewende abgehängt und stehen gelassen. Nach der Drehung des Pfluges und dem erneuten Einfahren in die Pflugfurche wird der Packer mithilfe eines seitlich ca. 1,5 m abstehenden Packerfangarmes eingefangen und verriegelt. Wenig verbreitet sind fest an den Pflug angebaute (integrierte) Packer.

## Sonderform Frontpacker
Bei der Aussaat wird gern ein vor dem Traktor laufender Packer ebenfalls eingesetzt, um das Saatbett zu verfestigen. Dies ist vor allem dann nötig, wenn beim Pflügen kein Packer eingesetzt wurde. Gleichzeitig dient der Frontpacker dann als Gegengewicht zur schweren Drillmaschinen-Kreiseleggen-Kombination.
Frontschwenkpacker hingegen werden beim Pflügen eingesetzt und an jedem Vorgewende umgeschwenkt. Sie laufen also abwechselnd links oder rechts vom Schlepper, so dass der frisch gepflügte Boden weiter zerkleinert und rückverfestigt wird. Von Vorteil ist, dass man den Packer am Vorgewende nicht einzufangen braucht und dass der Packer als Frontgewicht dient.

## Galerie

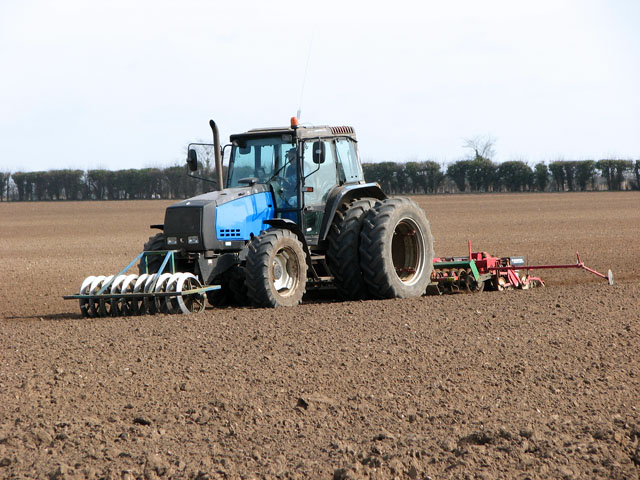
Frontpacker
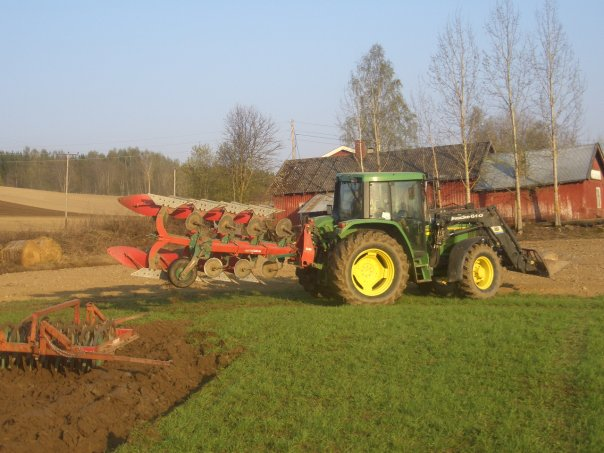
Wendepflug vor dem Drehen, Packer wartet auf erneuten Einsatz
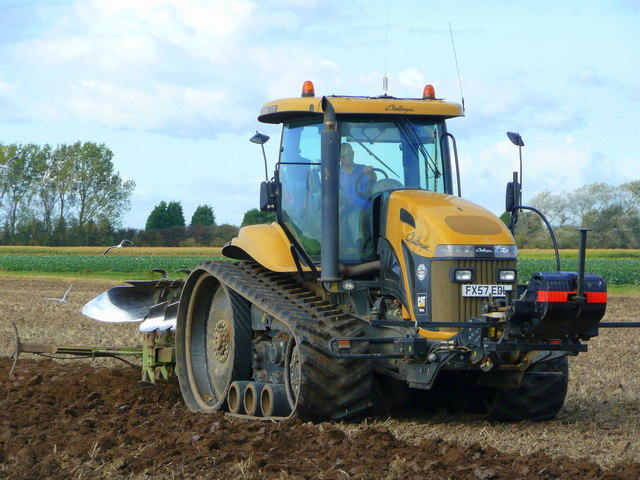
Pflug mit seitlich nach links abstehendem Packerfangarm, jedoch ohne Packer-vermutlich um Zugleistungsbedarf oder Zeit zum Einfangen des Packers einzusparen
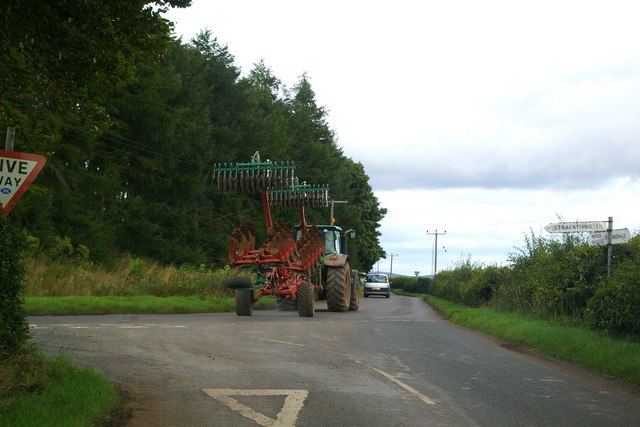
Integrierter Packer in Transportstellung